# Kačarevo
Kačarevo (en serbe cyrillique : Качарево) est une localité de Serbie située dans la province autonome de Voïvodine et sur le territoire de la Ville de Pančevo, district du Banat méridional. Au recensement de 2011, la ville comptait 7 074 habitants.

## Histoire
Kačarevo fut fondé en 1787 sous le nom de Franzfeld, d'après l'empereur d'Autriche François-Joseph Ier. La localité fut rebaptisée Kačarevo en l'honneur du héros Svetozar Kačar.

## Démographie

### Évolution historique de la population
| 1948  | 1953  | 1961  | 1971  | 1981  | 1991  | 2002  | 2011  |
| ----- | ----- | ----- | ----- | ----- | ----- | ----- | ----- |
| 5 044 | 5 899 | 7 792 | 8 088 | 8 309 | 8 103 | 7 624 | 7 074 |

|  |

## Transports
Kačarevo est situé à proximité de la route européenne E70.